# Mosaïque des cyclopes forgeant les foudres de Jupiter
La mosaïque des cyclopes forgeant les foudres de Jupiter est une mosaïque romaine datée du IIIe ou IVe siècle et découverte sur le site archéologique de Dougga. 
Elle est transportée au musée national du Bardo très peu de temps après sa découverte. C'est une œuvre remarquable conservée par cette institution culturelle, « par sa dimension, son sujet, son état de conservation » selon son inventeur, Alfred Merlin.

## Histoire et localisation

### Histoire antique

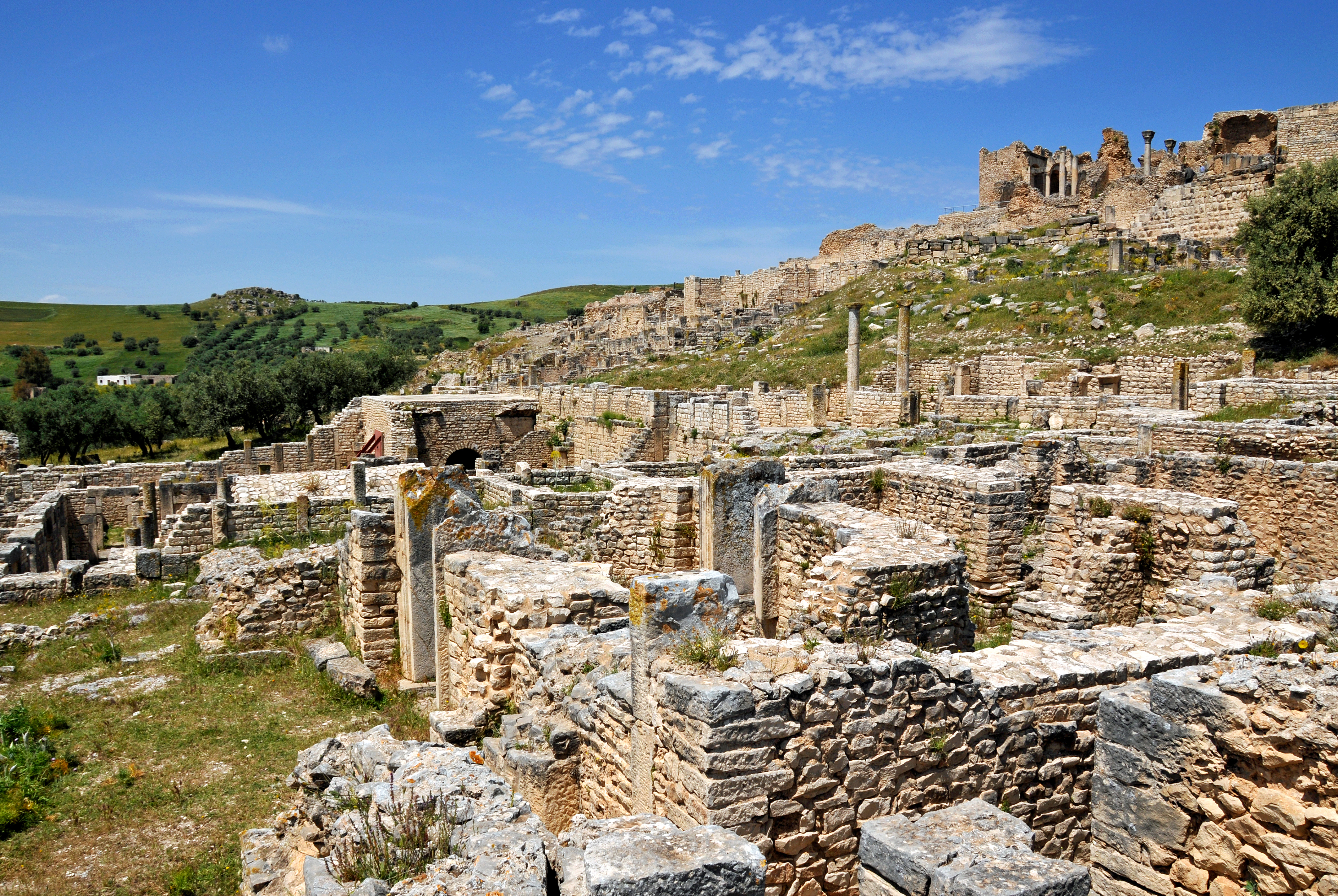
Vue générale des thermes des Cyclopes

La cité de Dougga comportait plusieurs établissements thermaux. La mosaïque provient du « frigidarium », bains froids, des thermes des Cyclopes à Dougga, édifice qui conserve également des latrines. 
Cet établissement thermal était privé selon certains auteurs, dont Yacoub, mais pas selon d'autres comme Thébert.
La mosaïque est datée de la fin du IIIe siècle ou du IIIe siècle-IVe siècle selon Ben Abed-Ben Khedher. Poinssot évoque le premier quart du IIIe siècle mais une spécialiste anglo-saxonne, Dunbabin, évoque la fin du siècle.
La datation du complexe thermal a été réalisée à partir de cette mosaïque, et uniquement selon des « critères stylistiques ». L'appartenance a un édifice privé, le rattachement à une maison, est également problématique : à proximité, on trouve la maison voisine du trifolium mais les thermes pourraient être rattachés à une autre maison moins bien conservée mais pour laquelle les liaisons sont difficiles à envisager. De ce fait, Thébert envisage l'édifice comme un équipement de quartier donc public.
Le frigidarium, pièce qui abritait l'oeuvre, occupait une surface d'environ 30 m2.
L'oeuvre a fait l'objet d'une restauration partielle depuis la période antique, mais  « d'une manière tout à fait maladroite ». La jambe gauche d'un des cyclopes, Pyracmon, est reprise jusqu'à mi-hauteur.

### Redécouverte
La mosaïque est retrouvée durant l'automne 1902 dans les thermes dits des Cyclopes, par Alfred Merlin sur instruction de Paul Gauckler. La découverte a été faite dans la même session de fouilles ayant mené à la découverte de la mosaïque d'aurige vainqueur. Elle intègre aussitôt les collections du musée du Bardo.

## Composition et description

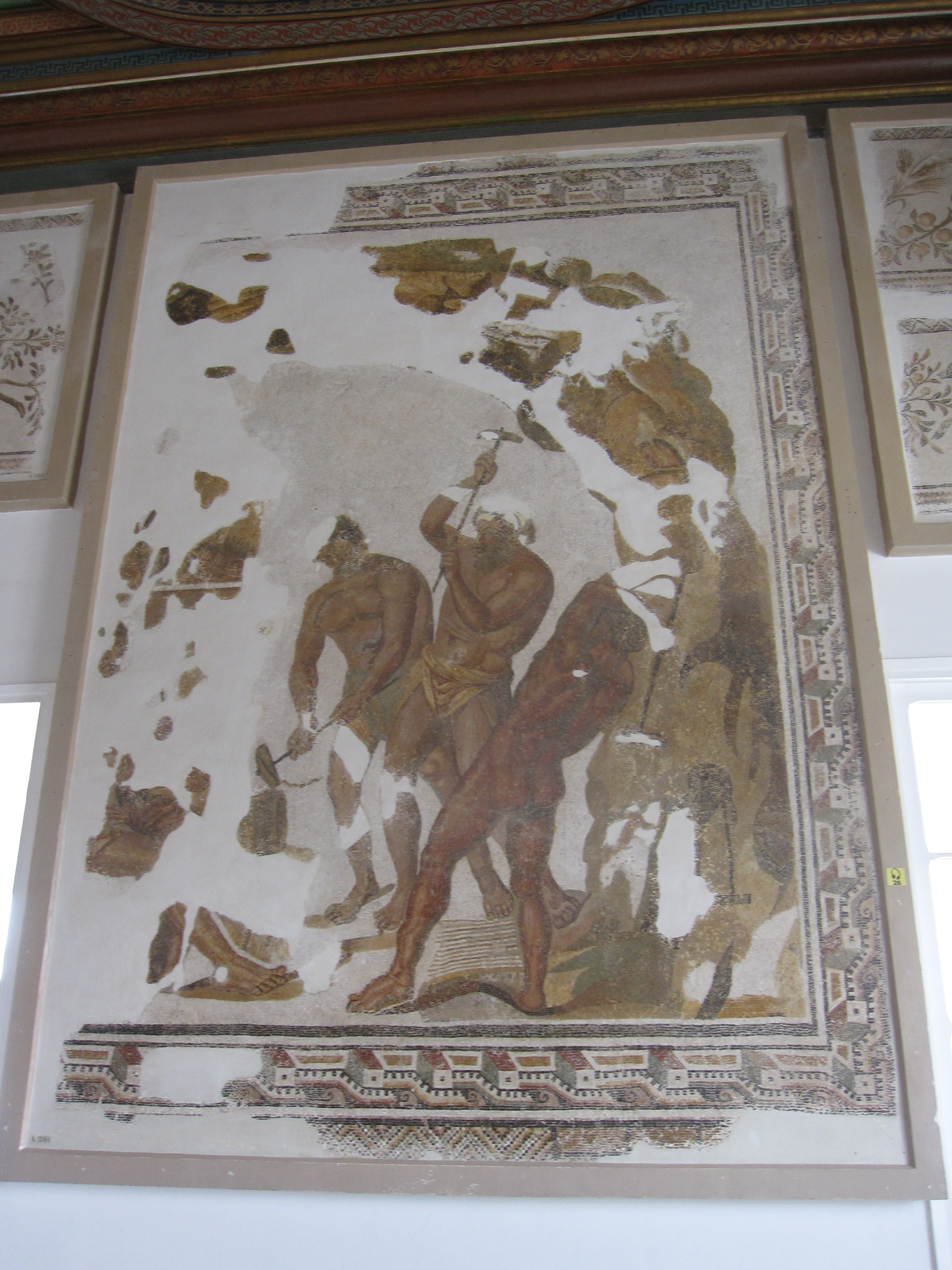
Vue générale du panneau conservé

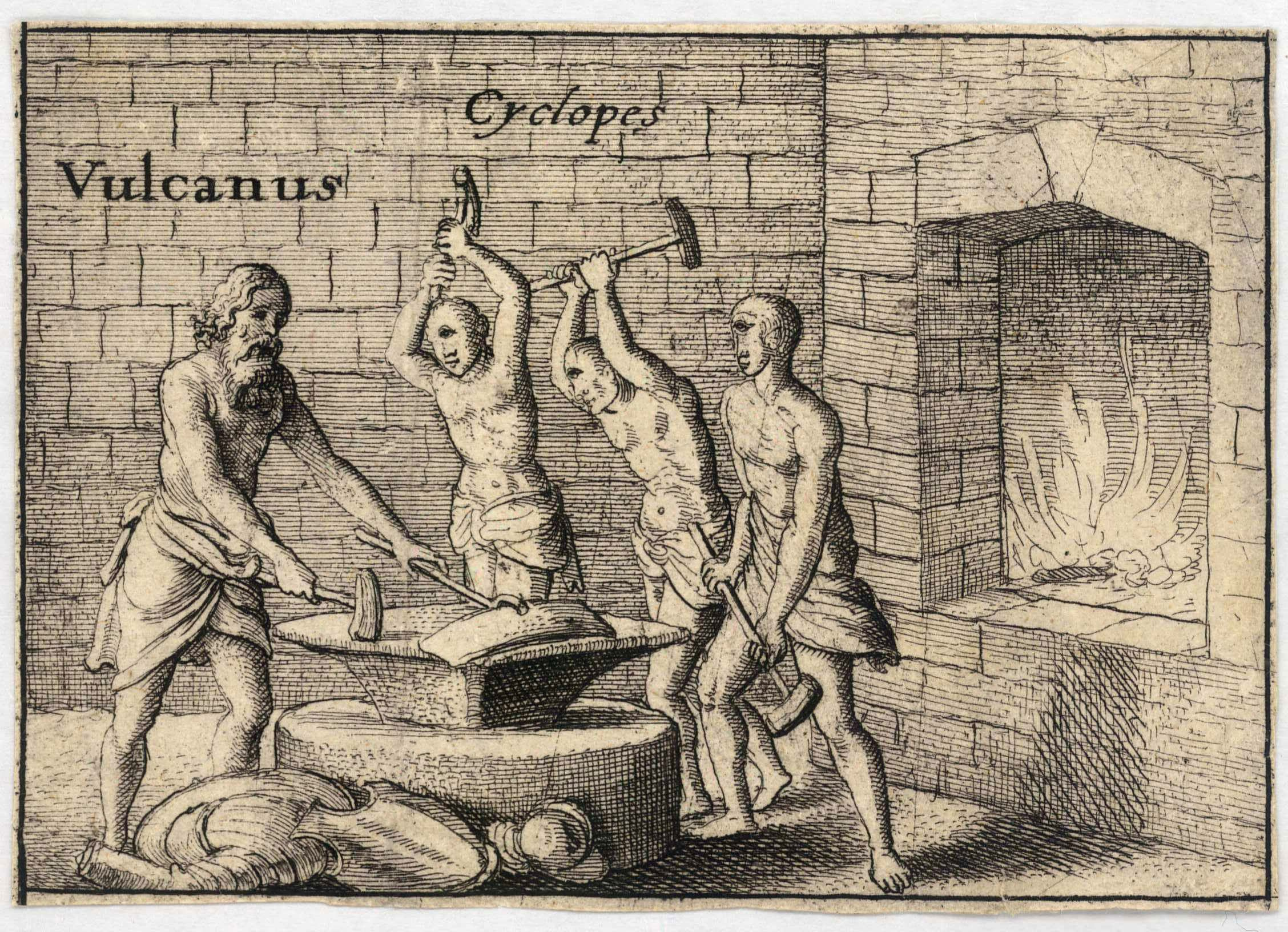
Gravure de Wenceslas Hollar décrivant la même scène que la mosaïque de Dougga

la mosaïque fait partie des œuvres importantes du musée du Bardo, par sa taille importante.
La bordure de l'œuvre est constituée d'« une corniche à chevrons apparents », avec des motifs complexes et riches tant du point de vue des couleurs de marbres utilisés que pour les formes géométriques présentes.
La scène figure, dans un environnement rocheux trois cyclopes, Brontès, Stéropès et Pyracmon. Nus, musclés et couverts de sueur, ils sont en train de forger avec leurs marteaux les foudres de Jupiter à l'attention d'Enée. L'artiste figure l'effort fourni par les trois forgerons.
Le reste de la composition, perdu depuis l'antiquité, figurait, assis face à eux, Vulcain en train de maintenir les foudres sur l'enclume. La divinité a conservé en partie sa jambe droite. Les fragments conservés permettent de voir au fond de la grotte le foyer.

## Interprétation

### Inspiration littéraire

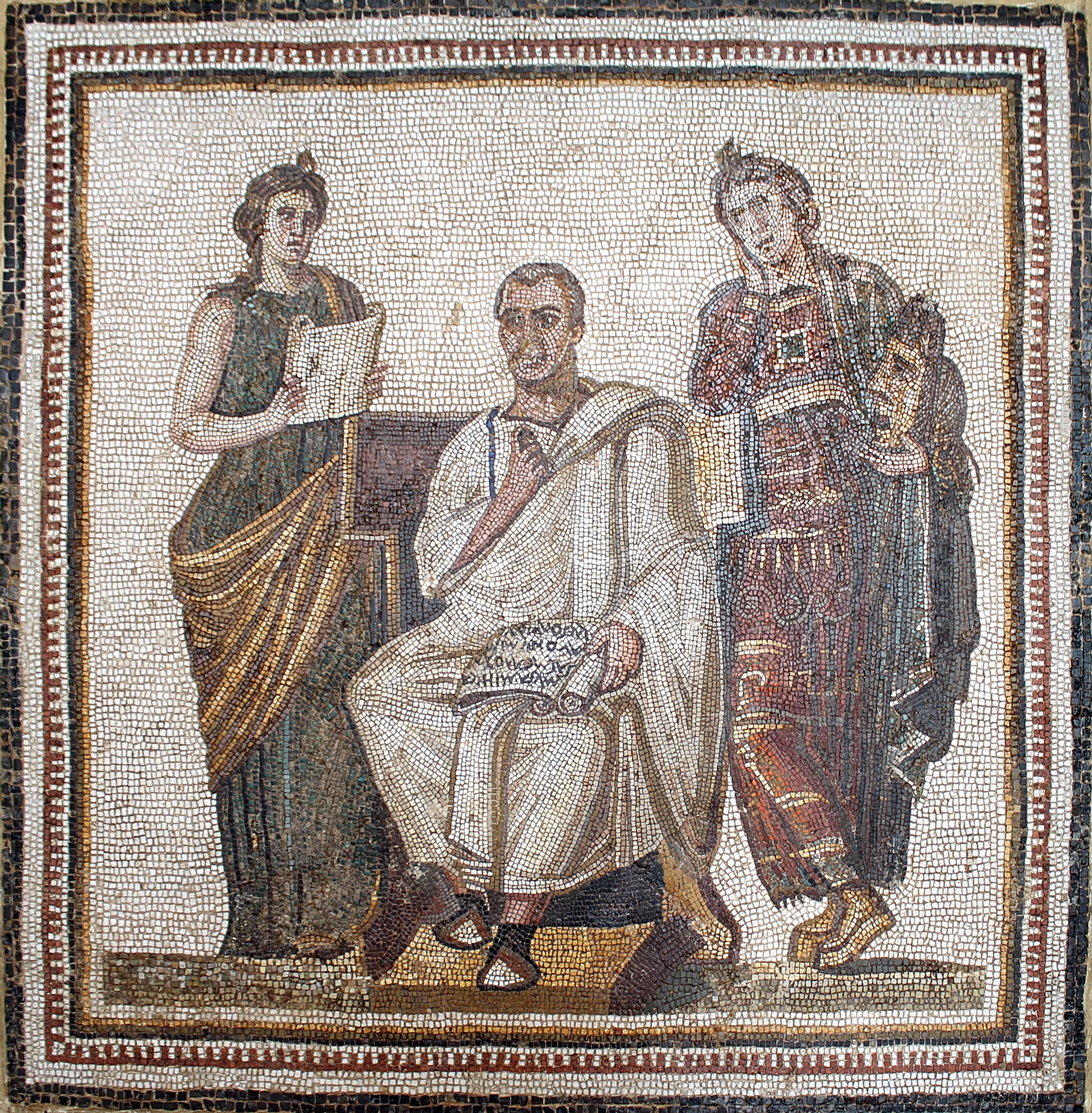
Mosaïque de Virgile avec les deux muses, provenant de la ville actuelle de Sousse et conservée également au Bardo

La scène figurée provient de l'épopée de Virgile, l'Énéide, en particulier le chant VIII, vers 424-428 : « Dans un antre immense, les Cyclopes, Brontès, Stéropès et Pyracmon, tous nus, travaillaient le fer. Ils avaient façonné et poli en partie une de ces foudres que le Père des dieux lance si souvent de tous les points du ciel sur la terre ; l'autre partie restait inachevée ». Gauckler et les autres auteurs du Catalogue du musée Alaoui évoquent le vers 146.
La scène du poème épique est représentée sur des œuvres connues selon des techniques diverses, sculpture et fresque en particulier sur le site archéologique de Pompéi. 

### Liberté par rapport aux représentations traditionnelles

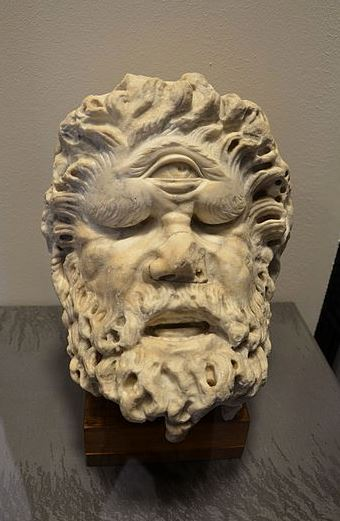
Tête de cyclope, Polyphème, provenant du Colisée

Les cyclopes ne sont pas figurés selon les canons traditionnels : en effet, ils ont deux yeux au lieu d'un seul figé au milieu du front, comme les auteurs classiques les décrivent.
De même, la mosaïque de Dougga, contrairement aux autres adaptations connues, figure la grotte présente dans le récit virgilien.
Au XXIe siècle, la mosaïque est la seule représentation connue de ce récit dans l'espace de la Tunisie actuelle, on peut donc en déduire un faible succès de ce thème dans l'école africaine de mosaïstes.

#### Ouvrages généraux
- Collectif, De Carthage à Kairouan, 2000 ans d'art et d'histoire en Tunisie, Paris, association française d'action artistique, 1982, 280 p. (ISBN 2-86545-015-5).
- Aïcha Ben Abed-Ben Khedher, Le musée du Bardo : une visite guidée, Tunis, Cérès, 1992, 76 p. (ISBN 978-9973-700-83-4).
- Paul Gauckler, Louis Poinssot et Alfred Merlin, Description de l'Afrique du Nord. Catalogue des musées et collections archéologiques de l'Algérie et de la Tunisie : 7,1, Catalogue du musée Alaoui : supplément, Paris, E. Leroux, 1910.
- M'hamed Hassine Fantar, Samir Ouanallah et Abdelaziz Daoulatli, Le Bardo, la grande histoire de la Tunisie : musée, sites et monuments, Tunis, Alif, 2015 (ISBN 978-9938-9581-1-9).
- Hédi Slim, Ammar Mahjoubi, Khaled Belkhodja et Abdelmajid Ennabli, Histoire générale de la Tunisie, vol. I : L'Antiquité, Paris, Maisonneuve et Larose, 2003 (ISBN 978-2-7068-1695-6).
- Hédi Slim et Nicolas Fauqué, La Tunisie antique : de Hannibal à saint Augustin, Paris, Mengès, 2001, 259 p. (ISBN 978-2-85620-421-4).
- Yvon Thébert, Thermes romains d'Afrique du Nord et leur contexte méditerranéen : études d'histoire et d'archéologie, Rome, École française de Rome, 2003, 733 p. (ISBN 2-7283-0398-3).
- Mohamed Yacoub, Le Musée du Bardo : départements antiques, Tunis, Agence nationale du patrimoine, 1993, 294 p. (ISBN 978-9973-917-12-6). .
- Mohamed Yacoub, Splendeurs des mosaïques de Tunisie, Tunis, Agence nationale du patrimoine, 1995, 421 p. (ISBN 9973-917-23-5). .
- Paul Gauckler, Inventaire des mosaïques de la Gaule et de l'Afrique, II : Afrique Proconsulaire (Tunisie), Paris, 1910.

#### Travaux sur la mosaïque
- Alfred Merlin, « Fouilles à Thugga (Tunisie) », Comptes rendus des séances de l'Académie des Inscriptions et Belles-Lettres, vol. 46-6,‎ 1902, p. 744-745 (lire en ligne, consulté le 14 avril 2020).